# 光罩

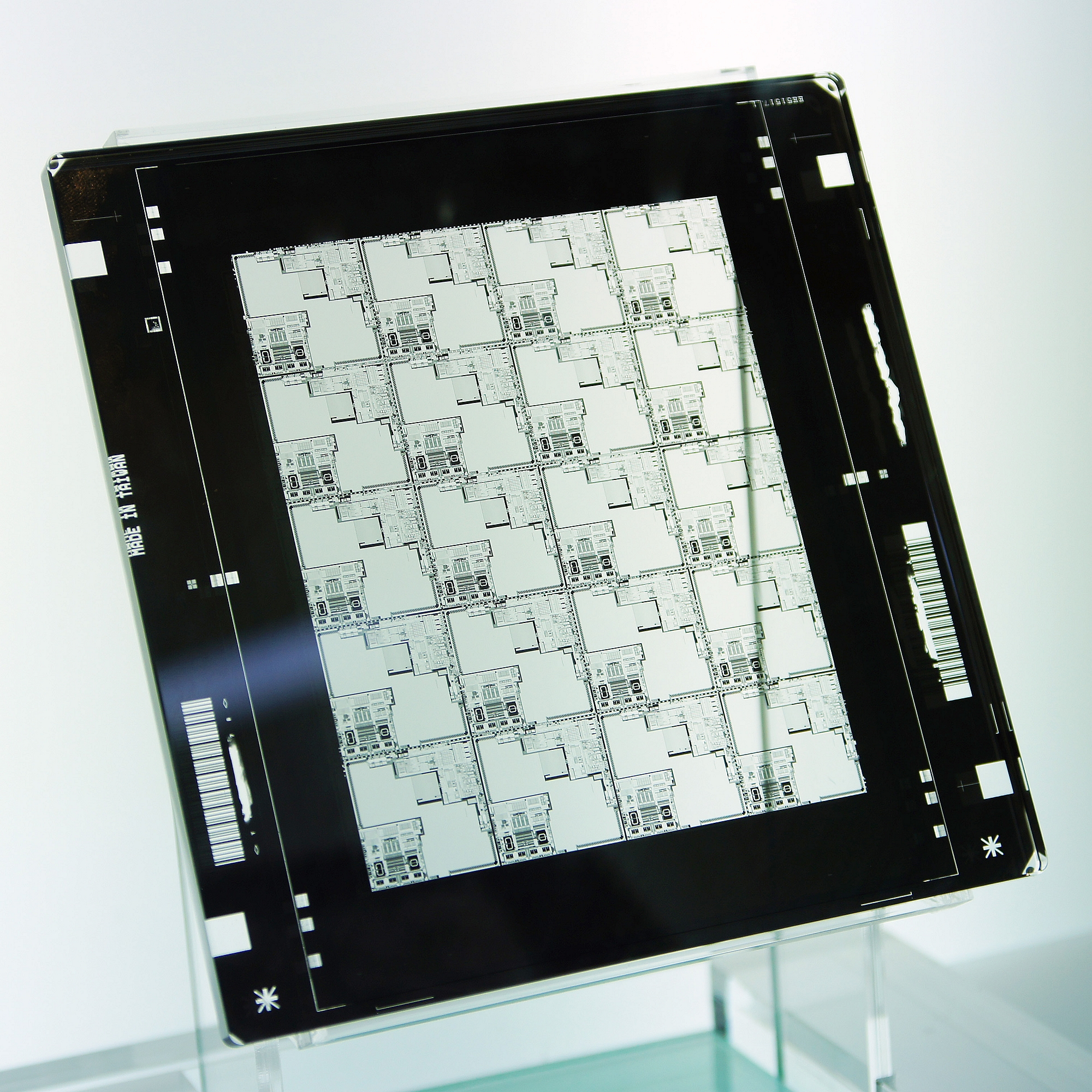
一片光罩的展示品

光罩（英語：Photomask）係生產積體電路所需之模具，在半導體製程中，利用光刻技術，在半導體上形成圖型，為將圖型複製於晶圓上，必須透過光罩作用的原理。比如沖洗相片時，利用底片將影像複製至相片上。

## 結構
- 實體結構：佈滿積體電路圖像的鉻金屬薄膜的石英玻璃片上的圖像。
- 倍縮光罩（Reticle）：在投影式光刻机中，掩模作为一个光学元件位于会聚透镜（condenser lens）与投影透镜（projection lens）之间，它并不和晶圆有直接接触。掩模上的图形缩小4~10倍（现代光刻机一般都是缩小4倍）后透射在晶圆表面。为了区别接触式曝光中使用的掩模，投影式曝光中使用的掩模又被称为倍缩式掩模（reticle）。
- 光罩（Mask）：當鉻膜玻璃上的圖像能覆蓋整個晶圓時稱之為光罩。

## 種類
相位移光罩、二元光罩